# Budapesti Őszi Fesztivál
A Budapesti Őszi Fesztivál egy magyarországi kortárs művészeti fesztivál, melyet ezen a néven 1992 és 2010 között rendeztek meg. 2011 és 2020 között más néven, CAFé Budapestként (a rövidítés feloldása: Contemporary Arts festival) volt ismert. A Fővárosi Önkormányzat és a fesztivált szervező Budapest Brand Nonprofit Zrt döntése alapján visszakapta eredeti nevét, 2021-ben ismét Budapesti Őszi Fesztivál néven rendezik meg.

## Története
A fesztivált a Budapesti Művészeti Hetek utódaként, 1992-ben alapította a Fővárosi Önkormányzat kortárs művészeti profillal. Célja, hogy Budapest közönségének bemutassa napjaink és az elmúlt évtized jelentős progresszív alkotóit és művészeti eredményeit, minden művészeti ágban. A rendezvénysorozat feladatának tekinti az új művészet hazai megismertetését, illetve elismertetését. 

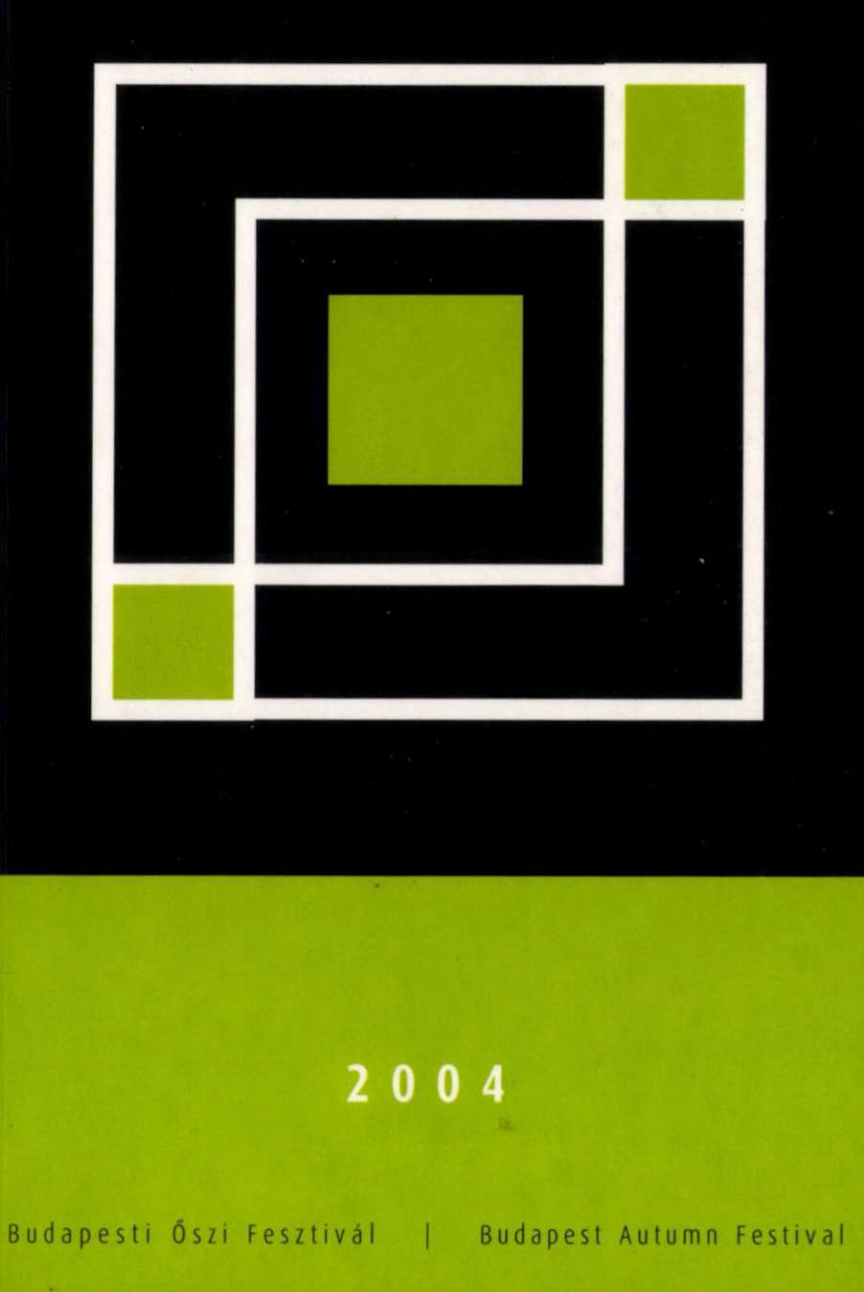
A BÖF 2004-es plakátja

A fesztivál kiemelt célkitűzése, hogy az új művészet nemzetközileg rangos produkcióinak meghívásával, és a nemzetközi figyelem felkeltésére alkalmas saját, vagy partnerekkel közösen létrehozott produkciókkal hozzájáruljon a „Budapest fesztiválváros” koncepció megvalósulásához és Budapest európai kulturális rangjának, a jelentős európai kulturális centrum imázsának megerősítéséhez.
2003-ban Kovalik Balázs kapott megbízást Magyarország legnagyobb, a különböző kortárs művészeti ágakat átfogó összművészeti fesztivál művészeti koncepciójának kialakítására. Megőrizve a profiljának átfogó jellegét, s központi helyet hagyva a kortársművészetek „klasszikusainak” bemutatására, a megújult fesztivál nemcsak a fiatalabb közönség felé nyitott új kapukat, de elveinek megfelelően a művészek és a közönség közötti közvetítés újfajta, kreatív és kezdeményező szereplőjévé lépett elő. Egy új, modern, egyben fiatalos arculattal jelentkezett Budapest különböző helyszínein a hazai és külföldi közönség előtt.
Utoljára 2010-ben rendezték meg. Utóda a közel azonos időpontban és céllal megrendezett CAFé Budapest fesztivál lett.
2021-ben a fesztivál megújításának szándékát kifejezendő a fesztivál szervezői visszatértek az eredeti névhez.

## Célja
Európa jelentős kortárs művészeti fesztiváljaival való együttműködésnek köszönhetően világviszonylatban is jelentős zenei és színpadi produkciók igazították a ősbemutatójukat a  BÖF (majd a CAFé Budapest) idejére, vagy tették turnéjuk egyik első állomásává az Őszi Fesztivált. Ezzel párhuzamosan a fesztivál mindig törekedett a kevés lehetőséggel rendelkező, fiatal alkotóművészek bemutatására valamint a különböző műfajok közti kommunikáció beindítására, katalizálására is.
Az újraindult BÖF a korábbiaknál nyitottabban, inkluzívabban szeretne működni. Ennek érdekében többek között megerősítették a a független produkciókkal való együttműkést, bevontak kerületi szervezésű programokat, és több produkciót szerveztek budapesti közterekre.